# Michel Carlini
Pour les articles homonymes, voir Carlini.
Michel (Charles) Carlini, né le 31 juillet 1889 à Marseille et mort le 25 novembre 1967 dans la même ville, est un avocat et homme politique français.

## Biographie
Il participe à toute la guerre 1914-1918 qu'il finit avec le grade de capitaine et décoré de la Croix de guerre.
Avocat au barreau de sa ville natale, Michel Carlini est élu au conseil municipal de Marseille en octobre 1947 sous l'étiquette du RPF, puis maire en battant le précédent édile, le communiste Jean Cristofol. 
Le 12 novembre 1947, pendant les troubles socio-idéologiques de 1947, sur fond de Guerre Froide entre les hégémonies américaines et soviétiques, une manifestation partie du palais de justice de la ville met à sac l’hôtel de ville de Marseille, ou se tient une séance houleuse du conseil municipal. Le bureau du maire est saccagé, et le maire Michel Carlini est insulté, assailli et battu à coups de matraque, de pied de table et de tube de fer avant que la fausse nouvelle de sa démission ne soit annoncée à la foule par Jean Cristofol. Selon les versions, Michel Carlini aurait été saisi par des manifestants et porté à la fenêtre en vue d’une défenestration ou promis à la noyade, sans toutefois que les historiens ne parviennent à établir avec certitude ces derniers faits,. 
Finalement, Michel Carlini restera maire jusqu'en mai 1953, date à laquelle il ne se représente pas.
Parallèlement, il est élu député des Bouches-du-Rhône lors des élections législatives de juin 1951 sur une liste RPF. Il perd son siège lors des élections de 1956 (liste du Centre national des indépendants et paysans) et quitte la vie politique.

## Distinctions
- Croix de guerre 1914–1918.